# NGC 7738
NGC 7738 (другие обозначения — PGC 72247, UGC 12757, MCG 0-60-38, ZWG 381.33, IRAS23414+0014) — спиральная галактика с перемычкой (SBb) в созвездии Рыбы.
В галактике обнаружено интенсивное излучение мегамазера H2O и эмиссионная линия железа Fe-K. Это говорит о наличии активного ядра, которое затенено межзвездной средой.  
Этот объект входит в число перечисленных в оригинальной редакции «Нового общего каталога».